# Strossmayerov trg
Trg Josipa Jurja Strossmayera, poznat i kao Strossmayerov trg ili Štros, trg je u gradu Zagrebu. Smješten je između Zrinjevca i Trga kralja Tomislava kao dio Istočnog perivoja Lenucijeve potkove. Trg je prepoznatljiv kao lokacija palače Hrvatske akademije znanosti i umjetnosti te njezine knjižnice, između kojih se nalazi zeleni park s kipom J. J. Strossmayera.
Park na trgu proglašen je 30. listopada 1970. godine spomenikom parkovne arhitekture, čime je postao dijelom skupine posebno zaštićenih parkova grada Zagreba. Park se vodi pod brojem registra 258, a površinom zauzima 1,43 hektara od cjelokupnih 2,33 hektara koje zauzima trg.
Tijekom povijesti, trg je obilježavao skrovit i tih karakter koji ga je u drugoj polovici 20. stoljeća učinio popularnim mjestom odmora i igre, ali i nalazištem među homoseksualacima. U novije vrijeme, na trgu se sve češće organiziraju festivali, revije i druge prigode, često u sklopu Adventa u Zagrebu.

## Javni prijevoz
Zapadnom stranom trga prolaze tramvajske linije 6, 13, 31 i 34, koje pristaju na stajalištu imena »Zrinjevac«. Unatoč nazivu, ova je stanica u oba smjera i dalje dio Strossmayerovog trga.

## Povijest

### Rana povijest
Nacrt trga izradio je 1876. godine Mirko Halper, koji ga je zamislio kao produžetak Zrinjevca, a Srećko Jacomini zatim je trg produžio, predvidjevši prostor za izgradnju na njegovome južnom dijelu. Točne dimenzije trga odredio je pak 1877. Juraj Augustin. Prva značajna zgrada na njegovom prostoru bila je palača Jugoslavenske akademije znanosti, koja je bila u izgradnji od 1877. do 1879. godine prema projektu Friedricha von Schmidta i Hermana Bolléa, te izgradnja kemijskoga laboratorija, tzv. Lučbenog zavoda, za Sveučilište u Zagrebu 1884. Od 1885. do 1895. godine potom su sagrađene i zgrade koje omeđuju trg.
Na sjednici Gradskoga vijeća 1886. godine odlučeno je da će se trg između te dvije zgrade zvati Akademički trg, oblikovan prema zamisli Milana Lenucija iz 1884. godine da se Katančićeva ulica, koja je zgrade dijelila, prekine rondelom (kružnim tokom s cvjetnim nasadima) i zelenim površinama. U središte rondele smješten je kip »Sveti Juraj ubija zmaja« A. D. Fernkorna. Taj je kip isprva napravljen 1853. za palaču Montenuovo u Beču, a kostreni odljev kupio je Juraj Haulik za Maksimir. Kada je kip počeo propadati, Haulik ga je poklonio Akademiji, nakon čega je smješten na rondelu. Uz palaču Akademije, na trgu se namjeravalo izgraditi i palaču Matice hrvatske (dovršenu 1887.) te djevojačku školu, koje bi ga zajedno pretvorile u središte obrazovanja grada Zagreba u budućoj Zelenoj potkovi. Regulatorni plan Zagreba iz 1887. godine utvrdio je trg kao perivoj – njegov je prvi projekt 1883./1884. izradio Građevni ured Zagreba, a cvjetnjake je projektirao i uredio vrtlar Josip Peklar, koji je ondje zasadio azaleje, rododendrone, grmove i drveće. Drvoredi sa zapadne i istočne strane trga također su zasađeni 1884. godine, 1887. je uz istočni drvored otvoreno gradsko klizalište, a 1892. postavljena je tramvajska pruga uz zapadnu stranu trga.
Dana 23. svibnja 1895. na jugu trga, iza laboratorija, svećano je otkriven kip Petra Preradovića koji je izradio kipar Ivan Rendić. Izradu je financirao Stjepan Miletić, intendant Zemaljskoga kazališta, koji je predložio i smještaj kipa na trgu. Tom je prigodom i uređeno cijelo južno pročelje laboratorija; zbog toga što se ono smatrao neuglednim, pred njim su zasađeni grmovi i drveće. Laboratorij se u to doba razmatralo i zamijeniti novim »Narodnim muzejem« (arhitektonski sličnom Akademiji) te ga trijemom spojiti s palačom Akademije, no ta je zamisao ostala neostvarena.
Kip svetog Jurja s vremenom je i suviše deteriorirao, zbog čega je 1907. trajno uklonjen s trga i pohranjen kako bi se očuvao, a njegova je replika postavljena na Sveučilišni trg (danas Trg Republike). Iste je godine u palači Schlesinger na kućnom broju 10 počeo djelovati hotel Palace. Godine 1913. postavljena je na istočni bok trga bista Augusta Šenoe koju je izradio Rudolf Valdec.

### Preimenovanje i uređenje
Odbor zagrebačkih gospodja za Strossmayerov spomenik započeo je još 1900-ih, po biskupovoj smrti, zagovarati za uspostavljanje spomenika u Zagrebu, a svoje su ciljeve reklamirali u koledaru »Strossmayer« od 1907. do 1910. godine. Odbor je konačno odlučio postaviti spomenik na Akademički trg, za što su dobili suglasnost. Natječaj za izradu kipa proglašen je 30. lipnja 1914., no zbog Prvog svjetskog rata odgađa se. Godine 1923. konačno se od natječaja odustalo, a izrada kipa povjerena je Ivanu Meštroviću, koji ga je dovršio 9. lipnja 1925.
Godine 1926. svećano je otkriven spomenik Strossmayeru kao jednom od najvećih zagovornika JAZU-a. Kip je stvoren u stilu art décoa. Meštrović je sam za smještaj kipa odabrao sjeverni dio trga, netom iza palače HAZU-a, kako bi kip bio u »harmoniji s fasadom« i činio »njen ukras«. Uz kip, Meštrović je predložio da se cijeli trg preuredi – poploča kamenom i uresi bistama drugih velikana, Strossmayerovih suvremenika – što nikad nije provedeno. Ipak, trg je 1928. godine službeno dobio ime Trg Josipa Jurja Strossmayera. Unatoč neuspjehu Meštrovića da pokrene preuređenje, već 1938. tadašnji upravitelj parkova Ciril Jeglič osmišljava i provodi novi plan uređenja. Jeglič je zadržao staze koje je 1884. odredio Lenuci, no rundela je preoblikovana u kvadrat oko kojega su smještene klupe, a na istočnom dijelu trga izgrađeno je dječje igralište. Godine 1943. sa zapadne strane laboratorija postavljena je bista Dragutina Domjanića, djelo Vanje Radauša dovršeno 1939. godine.

### SFR Jugoslavija
Nakon što su tijekom Drugoga svjetskog rata perivoji bili zapušteni, 1954. godine započelo je ponovno preuređenje trga. Većina zasađenih biljaka uklonjena je zajedno sa četvrtastim centralnim nasadom (bivšom rundelom), koji je zamijenjen ravnom, asfaltiranom površinom. Spomenik Preradoviću uklonjen je s južnog pročelja laboratorija i premješten na Trg Petra Preradovića, a na njegovo mjesto postavljen je spomenik žrtvama Drugog svjetskog rata i Narodnooslobodilačke borbe »Strijeljanje talaca« kipara Frane Kršinića, izrađen 1951. godine. Osim što je to bio prvi spomenik žrtvama rata u jezgri Zagreba, značajan je i kao prvi prikaz žena u funkciji političkih aktera na nekom spomeniku u Zagrebu.
Prema akademiku Pavlu Pavličiću, trg je povijesno imao tih karakter. Tijekom 1960-ih i 1970-ih godina zbog svoje skrovitosti imao je funkciju lokalnoga igrališta te odmorišta, što je doprinijelo kombinaciji »uzvišenog i običnog« na trgu, uvjetovanoj prisutnošću Akademije kao povijesne i znanstvene institucije. S vremenom je zbog iste skrovitosti također došao na glas kao tajno okupljalište homoseksualnih osoba u Zagrebu, zajedno sa Zrinjevcem, Trgom kralj Tomislava i obližnjim kafićem Bacchus.

## Od 1990-ih
Za vrijeme raketiranja Zagreba 1995. tijekom Domovinskog rata, istočni rub trga bio je pogođen raketom. Tijekom 1990-ih godina započeo je niz preuređenja trga, uglavnom u obliku obnove. Godine 1995. uklonjena su tada već usahla stabla bočnih drvoreda i zamijenjena novim sadnicama, protiv čega su prosvjedovali ekološki aktivisti, a biste velikana zamijenjene su identičnim umjetničkim replikama. Godine 1997. pješačke su površine na trgu uređene, a 1998. je rekonstruirana cjelokupna tramvajska i komunalna infrastruktura.
Godine 2017. za 450. obljetnicu bitke kod Sigeta na sjeverozapadnom rubu trga, prema Zrinjevcu, postavljena je bista Nikole Šubića Zrinskog, čiji je autor Vladimir Herljević.
Iako su se događaji na trgu organizirali i prije, 2010-ih godina započelo je intenzivnije korištenje Strossmayerovog i okolnih trgova za festivale, revije i razne druge događaje. Ranije su na Strossmayerovom trgu bili organizirani prvenstveno događaji za djecu kratkog trajanja (nekoliko sati ili dana), no s vremenom su oni postali učestaliji, dulji (do nekoliko tjedana) i usredotočeniji na publiku starije dobi – glazbene, gastronomske, automobilske i slične manifestacije. Dječji aspekti zadržali su se tek ponegdje u vidu zabavnih atrakcija postavljenih na rubnim, travnatim površinama trga. Etnologinje Valentina Gulin Zrnić i Nevena Škrbić Alempijević zamijetile su da te manifestacije zbog svoje duljine bivaju dio svakodnevice kao »manifestacijsko preobilje« (pojam antropologa Marca Augéa), čime postepeno redefiniraju identitet prostora.

## Biljna zastupljenost
Zelena površina na trgu pokriva 7900 m2. Većinu drvenastih biljaka u parku 2016. godine činile su kritosjemenjače i listopadne biljke, s odnosom stabala i grmova 20 : 28. Među najbrojnijim su stablima bile obična tisa, javor mliječ i obična breza. Sa stražnje strane palače HAZU-a simetrično su smještena dva crvena stabla bukve. Među ostalim vrstama na trgu, zabilježeni su američki koprivići, viseća forzicija, obični negnjil, suručice, kineska dunja, japanska dunja, obični pajasmin, japanski javor, japansko judino drvo, trešnja, sibirski drijen i koraljni biserak.

## Važnije građevine
- Palača HAZU-a (Trg Nikole Zrinskog 11)
- Nacionalni muzej moderne umjetnosti (od 1934.;[30] ul. Andrije Hebranga 1)
- Palača Matice hrvatske (kbr. 4)
- Hrvatska banka za obnovu i razvitak (kbr. 9)
- Hotel Palace (kbr. 10)
- kuća Milana Lenucija (kbr. 12)
- Knjižnica HAZU-a, bivši Kemijski laboratorij (kbr. 14)

## Galerija
- Strossmayerov trg iz jugoistočnog kuta, 2025.
- Kip J. J. Strossmayera pred palačom HAZU-a, 2025.
- Gredica cvijeća na Strossmayerovom trgu, svibanj 2025.
- Knjižnica HAZU-a, bivši laboratorij Lučbenog zavoda, na jugu trga, 2025.
- Bista Augusta Cesarca na trgu, postavljena 1914.
- Bista Ruđera Boškovića na sjevernom rubu trga, postavljena 1911. za dvjestotu obljetnicu Boškovićeva rođenja